# Alicia Kok Shun
Alicia Kimberley Kok Shun, née le 20 novembre 2004, est une nageuse mauricienne spécialiste de la brasse. Elle est médaillée d'argent du 50 m brasse aux Championnats d'Afrique 2022.

## Carrière
Qualifiée pour les Jeux olympiques d'été de 2020, elle ne dépasse pas le stade des séries sur le 100 m brasse avec un temps de 1 min 15 s 42.
En 2022, elle participe aux Jeux du Commonwealth où elle améliore le record de Maurice du 50 m nage libre en 27 s 29. Quelques semaines plus tard, elle remporte la médaille d'argent du 50 m brasse lors des Championnats d'Afrique en 33 s 31 en battant son propre record national.